# Îles Swan (Malouines)
Les îles Swan (en anglais : Swan Islands, en espagnol : Islas Cisne) sont situées dans l'archipel des Malouines, au centre du Détroit des Malouines.

## Administration
Les îles sont administrées par le Royaume-Uni dans le cadre du Territoire britannique d'outre-mer des îles Falkland. Elle est revendiquée par la République argentine, qui en fait une partie du Département des îles de l'Atlantique Sud dans la province de Terre de Feu, Antarctique et îles de l'Atlantique sud.

## Description
C'est un groupe de trois îles comprenant Swsn Island, North Swan Island et West Swan Island et se trouvant au nord-est des îles Tyssen. Les îles sont basses et sont couvertes d'herbes de tussack et de buissons. On y trouve l'avifaune commune à la plupart des îles Malouines.
Pendant la guerre des Malouines, le 10 mai 1982, un petit combat naval a eu lieu dans les eaux proches de cette île, qui a abouti au tragique naufrage du navire argentin ARA Isla de los Estados par la frégate britannique HMS Alacrity. Dans cette action, 22 hommes sont morts au total.